# Guido Zimmermann (Synchronsprecher)
Guido Zimmermann (* 25. Januar 1961 in Schwetzingen, Baden-Württemberg) ist ein deutscher Schauspieler, Synchronsprecher, Off-Sprecher sowie Hörbuch- und Hörspielsprecher.

## Leben und Karriere
Nach dem Abitur in seiner kurpfälzischen Heimat trieb es Zimmermann auf die Schauspielschule in München (Neue Münchner Schauspielschule), in den Gesangsunterricht und letztlich zum Sprechercoach der Tagesthemen (und letztendlich nach zahlreichen Theater – u. Filmengagements), in viele Tonstudios deutschlandweit. Hier arbeitete er als Schauspieler und Sänger in verschiedenen Theatern in Hamburg, so wie in Bremen, Lübeck, Bremerhaven und Lüneburg; ebenso ist er in zahlreichen Hamburger und Berliner Tonstudios als Sprecher und Dialogregisseur tätig.
Im Fernsehen ist er unter anderem durch Produktionen wie: Der Dicke, Das Duo, Notruf Hafenkante, und Küstenwache bekannt geworden.
Zimmermann ist ebenfalls umfassend in der Synchronisation tätig. So arbeitet er als Werbesprecher (u. a. für Adidas, Bauhaus, IKEA, Sony und Telekom), Off-Sprecher sowie Hörbuch- und Hörspielsprecher und sprach zahlreiche Rollen in Computerspielen ein.
Zimmermann lebt und arbeitet in Hamburg.

## Filmografie
- 2001: Authentizität (Kurzfilm)
- 2005: Alphateam – Die Lebensretter im OP (Fernsehserie, 1 Folge)
- 2007: Der Dicke (Fernsehserie, 1 Folge)
- 2007: Das Duo: Liebestod
- 2009: Küstenwache (Fernsehserie, 1 Folge)
- 2015: SOKO Wismar (Fernsehserie, 1 Folge)

## Synchronisation (Auswahl)

### Filme
- 2000: The Way of the Gun – Taye Diggs als Jeffers
- 2004: The 24th Day – Barry Papick als Mr. Lerner
- 2007: The Shadow Within – Stephen Chance als The Doctor

### Serien
- 2023: The Last of Us – Jeffrey Pierce als Perry

## Videospiele (Auswahl)
- 2000: Flucht von Monkey Island als Ned, Ente u. a.
- 2010: A New Beginning als Emilio Indez
- 2012: Mass Effect 3 als Major Coats
- 2013: The Last of Us als Tommy
- 2013: Beyond: Two Souls als Cole Freeman
- 2014: Randal's Monday als Sleazy
- 2016: Bus Simulator 16 (Dialogregie)
- 2019: Wolfenstein: Youngblood als Officer Rolf
- 2020: Valorant als Cypher
- 2020: The Last of Us Part 2 als Tommy
- 2020: Marvel’s Avengers als George Tarleton
- 2020: Mafia: Definitive Edition als Sam
- 2021: Resident Evil Village als Anton
- 2022: Return to Monkey Island als Flambe, der Ausguck
- 2022: The Dark Pictures Anthology: The Devil in Me als H. H. Holmes
- 2023: Starfield als Dmitri Moldavski
- 2024: Alone in the Dark als Jeremy Hartwood und Pregzt

## Hörspiele (Auswahl)
- 2000: Carl Groth: Juana. Niederdeutsches Hörspiel (Staatsanwalt Hämmle) – Regie: Frank Grupe (Original-Hörspiel, Mundarthörspiel – RB/Jochen Schütt/NDR)
- 2012: Stefan Moster: Lieben sich zwei (Harald Diehl) – Bearbeitung und Regie: Alexander Schuhmacher (Hörspielbearbeitung – NDR)

(Quelle: ARD-Hörspieldatenbank)